# Distretto di Gədəbəy
Il distretto di Gədəbəy (in azero: Gədəbəy rayon) è un distretto dell'Azerbaigian. Il suo capoluogo è Gədəbəy.